# Liste des commanderies templières en Haute-Vienne
Cette liste recense les commanderies, maisons et autres biens qui ont appartenu à  l'ordre du Temple dans le département de la Haute-Vienne.

## Faits marquants et Histoire
Aux XIIe et XIIIe siècles, la Haute-Vienne correspondait à une partie du comté de la Marche. Du point de vue ecclésiastique, ces commanderies se trouvaient dans le diocèse de Limoges, sachant que les commanderies de ce comté et de ce diocèse faisaient partie de la province templière d'Auvergne. Malgré cela on voit le commandeur du Poitou, Geoffroy de Gonneville procéder à la réception d'un nouveau frère à la Bussière-Rapy au début du XIVe siècle. 
On dénombre trente-cinq établissements templiers dans le Limousin tout en sachant qu'en dehors des pièces du procès de l'ordre du Temple, un document datant du 23 juin 1282 révèle l'existence de vingt maisons toutes pourvues d'une chapelle dont cinq en Haute-Vienne qui sont citées pour la première fois. Deux maisons actuellement situées en Charente faisaient également partie du diocèse de Limoges: Le Chambon et le Mas-Dieu de Loubert.

## Commanderies
: Cet édifice a été classé au titre des Monuments historiques.
| Commanderie        | Ville actuelle (ou à proximité) | Observations |
| ------------------ | ------------------------------- | --- |
| Bussière-Rapy (La) | Saint-Amand-Magnazeix           | Cappella de Buxeria Raspit (1282), Domus Templi de Buxeria Raspit Lemovicensis diocesis ; de Bruxeria Raspit ; de Buisseria (procès)    |
| Champeaux          | Gajoubert                       | Cappella de Champeus (1282), Domus Templi de Champens Lemovicensis diocesis ; de Champeus ; de Chaupoas (procès)                        |
| Foulventour        | Saint-Hilaire-la-Treille        | Cappella de Foulaventor (1282), Domus Templi de Font Lezentort Lemovicensis diocesis (procès)                                           |
| Magnac             | Magnac-Bourg / Vicq-sur-Breuilh | Cappella de Manhat (1282), Domus Templi de Manahaco Lemovicensis diocesis ; de Manhaco (procès)                                         |
| Le Palais          | Palais-sur-Vienne               | Fratres militie Templi de Palatio (1217) Domus milicie Templi de Palacio (1239, 1253) Domus Templi de Palatio, juxta Lemovicum (procès) |
| Saint-Martinet     | Saint-Martinet (Meilhac)        | Cappella de Sancto Martineto (1282), |

| Implantations templières en Haute-Vienne (Liens vers les articles correspondants)                                                                                              |
| --- |
| \| Aquitaine Creuse Charente Corrèze Dordogne Vienne Indre Champeaux Foulventour La Bussière-Rapy Magnac Le Palais Saint-Martinet Limoges Mortessagne Puybonnieux Sauvagnac \| |
| Aquitaine Creuse Charente Corrèze Dordogne Vienne Indre Champeaux Foulventour La Bussière-Rapy Magnac Le Palais Saint-Martinet Limoges Mortessagne Puybonnieux Sauvagnac       |

### Autres biens
Il s'agit des possessions de moindre importance dépendantes des commanderies énumérées ci-dessus.
- Maison du Temple de Limoges (Domus Templi Castri Lemovicensis), commune de Limoges
- Maison du Temple de Mortessagne (Templarii de Morta Saigna, 1201)[13], commune de Saint-Léonard-de-Noblat
- Maison du Temple de Puybonnieux[N 3] (Domus Templi de Podio-Bonio, 1239[14] ; Domus Templi de Podio Bonino, procès), commune de Pageas
- Maison du Temple de Sauvagnac (1224)[N 4], hameau de Sauvagnac, commune de Saint-Léger-la-Montagne

Il y avait également deux maisons rattachées au diocèse de Limoges mais qui se situent dans l'actuel département de la Charente:
- Maison du Temple du Chambon, commune de Saint-Maurice-des-Lions[N 5].
- Maison du Temple du Mas-Dieu de Loubert (Domus Templi Mansi Dei de Lobertz Lemovicensis diocesis), lieu-dit « Le Petit-Madieu », commune de Roumazières-Loubert. 
  - Devenu ensuite une commanderie de l'Hôpital dite de Sainte-Croix du Petit Mas-Dieu.

Une dernière possession attestée dans le diocèse de Limoges se trouve en Dordogne:
- Reilhac[16], commune de Champniers-et-Reilhac dont le prêtre comparait au cours du procès

### Possessions douteuses ou à vérifier
- Maison du Temple de La Pouge (Capella domus Templi de Posgia, Lemovicensis diocesis ; de la Polgha) (Champagnac-la-Rivière d'après Trudon des Ormes)[17]. Pour Jean-Marie Allard, il s'agit en fait de La Pouge (Creuse, arrondissement de Guéret, canton de Pontarion)[18].
- Le Temple, commune de Saint-Victurnien[19]
- Le Temple de Saint-Jean (Le Moulin de La Guérillerie / Le Moulin Coudais), commune de Chaillac-sur-Vienne[19]

### Possessions de l'ordre de saint-Jean de Jérusalem
Avant la dévolution des biens de l'ordre du Temple, les Hospitaliers possédaient déjà dans ce département et au sein de la langue d'Auvergne:
- La maison de Chênevières (Domus dicti Hospitalis de Las Chanabeiras, 1233), commune de Pageas.
  - Réunie avec les biens templiers de Puybonnieux, elle devient par la suite un membre de la commanderie hospitalière de Limoges[21].
- L'église Sainte-Anne (Ecclesia de Sancta Anna, c.1288) qui deviendra la commanderie de Sainte-Anne, commune de Sainte-Anne-Saint-Priest[22],[23]
- L'église de Breuillaufa (Ecclesia de Brolio Fagi, c.1288)[22], commanderie de Breuilaufa (Domus Hospitalis de Brohlio Ffagi, 1310)[24], commune de Breuilaufa
  - Devient ensuite un membre de la commanderie de Limoges et le lieu de résidence de ses commandeurs.[25]
- L'Hôpital-de-L'Espardelière, hameau de L'Expardelière, commune de Lussac-les-Églises[26]. 
  - Semble plutôt correspondre au hameau de L'Épardelière, commune de Saint-Adjutory (Charente)[N 6]. Membre de la commanderie de Villejésus (Villejésus, Charente)
- Morterolles, commune de Bessines-sur-Gartempe (probable)[N 7]
- Plénartige (Ecclesia de Plana Artiga, c.1288), hameau de Plainartige, commune de Nedde

## Dignitaires de l'ordre
Ci-dessous une liste non exhaustive des frères de l'ordre connus pour avoir officié dans les commanderies situées en Haute-Vienne ou qui semblent originaires de ce département:
- Adhémar, frère sergent de la maison de la Bussière-Rapy ou de celle de Paulhac (la Brugieyra, c.1284)[28]
- Étienne Gauter, commandeur de Puybonnieux (1233)
  - Stephanus Gauter chez E.G Léonard. Semble être le frère Gautier qui apparaît dans une charte du 9 juin 1233
- Étienne de Goursolles, frère sergent, commandeur du Palais (1307)
  - Interrogé à Paris[29]. Originaire d'Eymoutiers
- Gacerand de Tarbus, frère chevalier, commandeur de Limoges (sans date)
- Gautier, commandeur de Puybonnieux (9 juin 1233)[14]
- Gérard de Rocamadour, prêtre de la commanderie de Limoges (1307)
- Guillaume Aymeri, commandeur de Champeaux (c.1296-1307)
  - Interrogé à Poitiers en juillet 1308[30]: Lors de cet interrogatoire, il se désigne comme commandeur des maisons  de Champeaux et de La Buissière (baillie de Champeaux?). Reçu vers 1277 (commanderie du Palais) par frère Étienne Léol, commandeur des maisons de la milice du Temple en Limousin.
- Guillaume de Maumont, frère chevalier, commandeur de Magnac (1307)
  - Interrogé à Poitiers en juillet 1308[8]: Reçu vers 1294 (commanderie de La Marche) par frère Pierre de Madic, maître des maisons de la milice du Temple en Limousin et en Auvergne.
- Guillaume de « Puy-Minaud » ou du Puy-les-Vignes (Puy-Vignal), frère sergent
  - (Guillelmus de Podio Minaldi, Podio Vignali, Podio Vinhal). Interrogé à Paris en février 1310[31]
- Hellias Challet ou Chatlhac, commandeur de Puybonnieux (1258, 1261)
- Jean, commandeur du Palais (1239)[10]
- Jean Reynaud de Saint-Hilaire, frère sergent, commandeur de Paulhac (1281, 1286, 1293)
  - Origine incertaine, Saint-Hilaire-Bonneval d'après Jean-Marie Allard[32], peut-être Saint-Hilaire-la-Treille à proximité de la commanderie de Foulventour? Frère du commandeur Pierre Reynaud.
- Pierre Malian, frère sergent, commandeur de la Bussière-Rapy (c.1303-1307)
- Pierre Reynaud, commandeur de la Bussière-Rapy (c.1293)
- Raymond de Bassignac, chevalier, reçu à Limoges, commandeur de Beddes (?-1307) (Le Temple de Beddes, département du Cher dite parfois commanderie de La Baude)[33]
- Robert Guillaume, frère sergent, commandeur de Puybonnieux (1306-1307)
- Roger, commandeur et chapelain du Palais (1253)[10]